# Сайренсестер
Сайренсестер (англ. Cirencester) — ярмарок у східній частині графства Глостершир, Англія, розташований за 150 км на північний захід від Лондона. Місто розташовано на березі річки Черн, притоки Темзи.
У місті розташовано Королівський аграрний коледж — найстаріший аграрний коледж у англомовному світі — заснований 1840 року.
Місцевий краєзнавчий музей відомий завдяки своїй романській колекції. Перша згадка про поселення належить до 150 року.

## Видатні особи
- Тоні Адамс — гравець футбольного клубу Арсенал та національної збірної Англії
- Пем Ейєрс — поет, актор
- Робін Інс — актор-комік
- Дом Джолі — комік, журналіст

## Фото

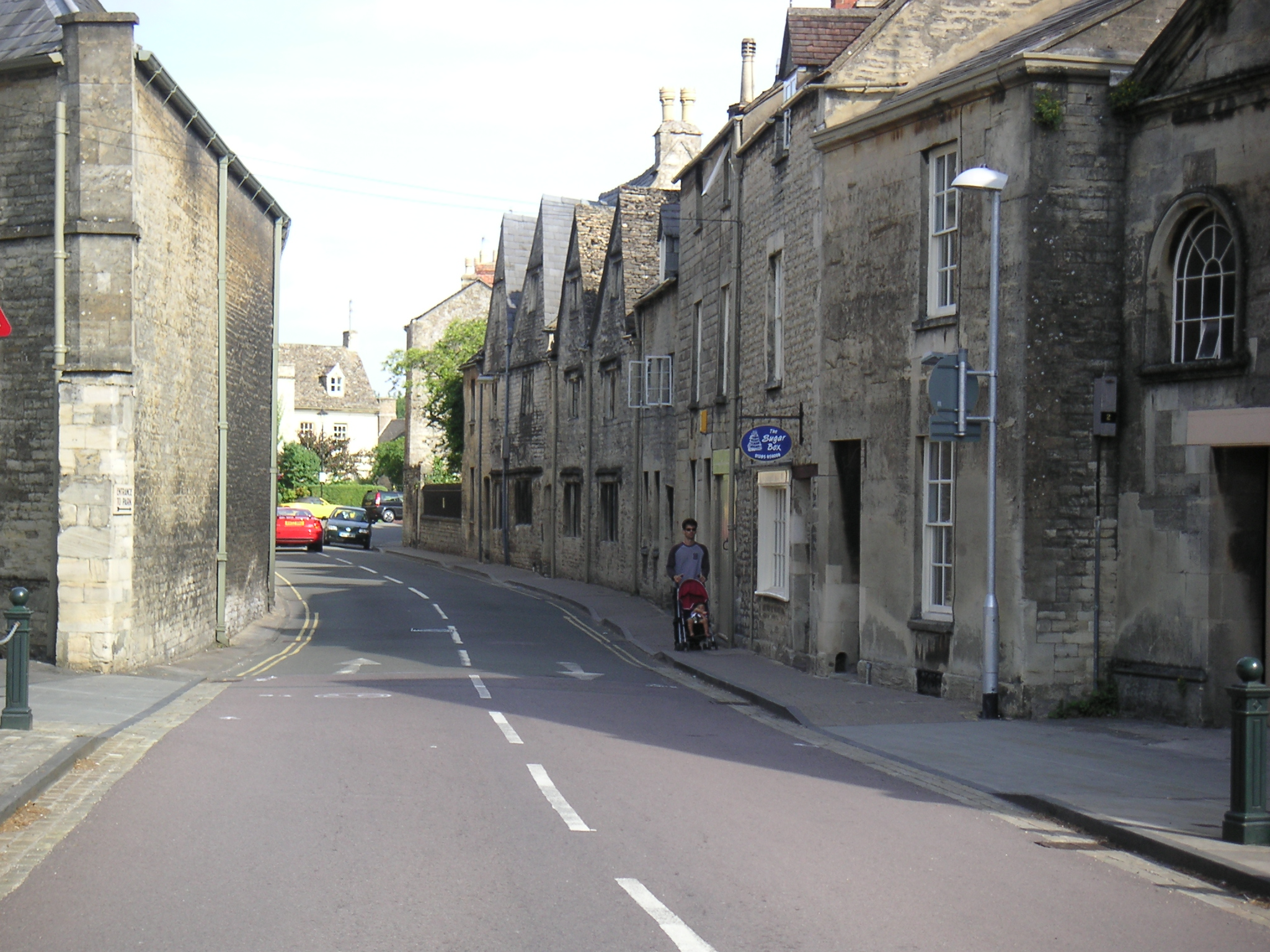
Міський краєвид
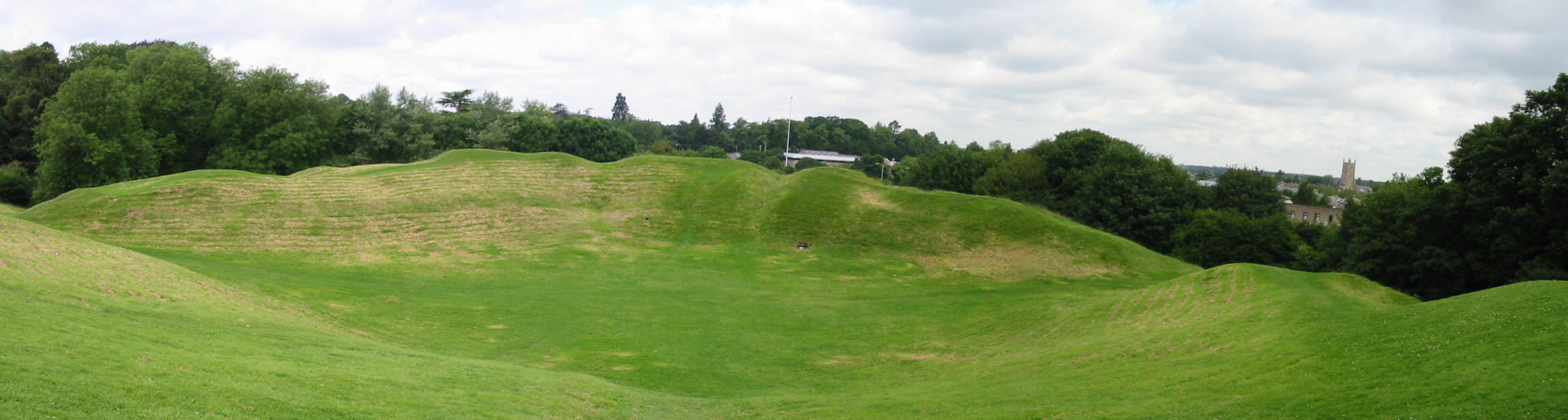
Римський амфітеатр
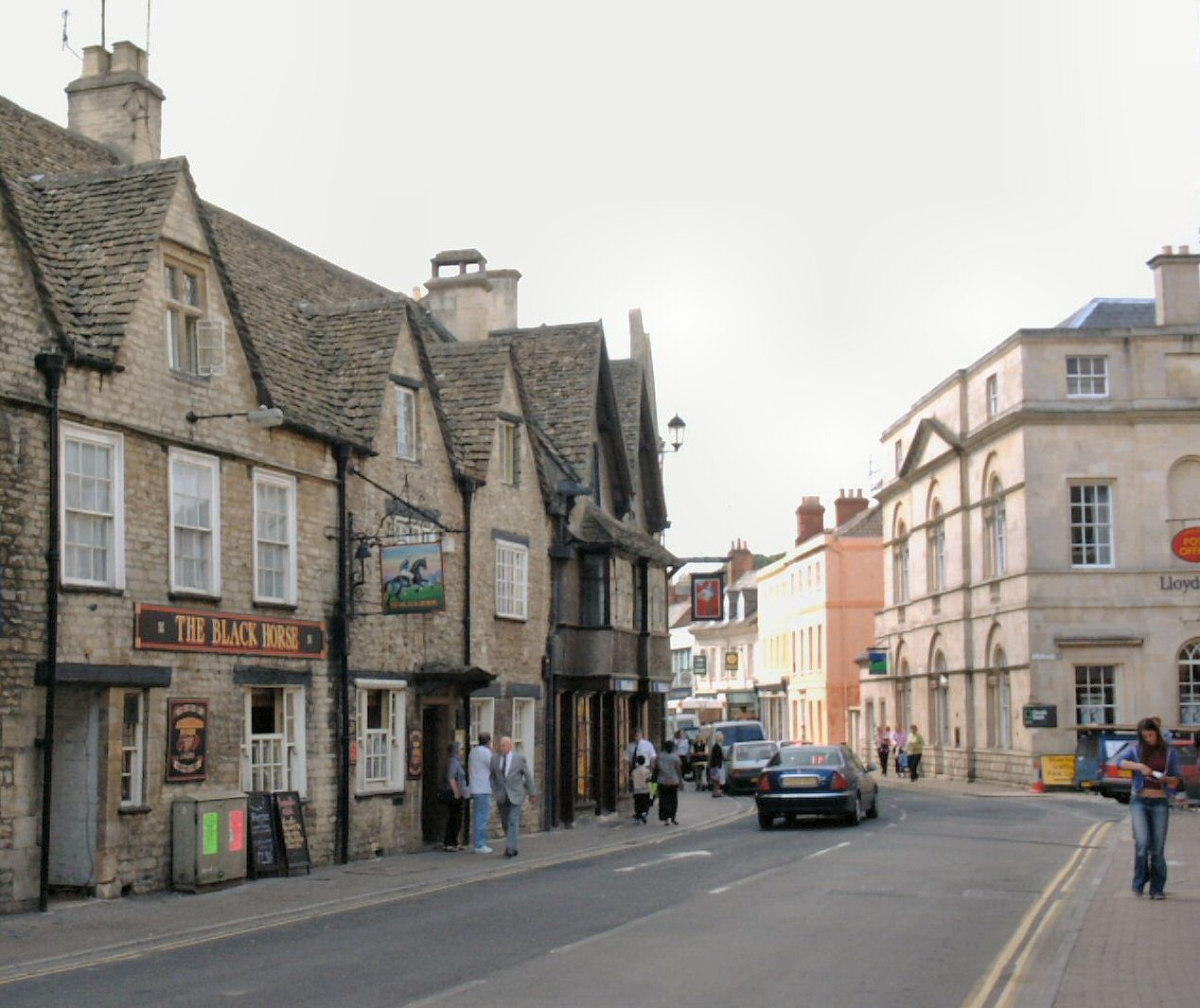
Старовинні крамарські будинки на Касл Стріт
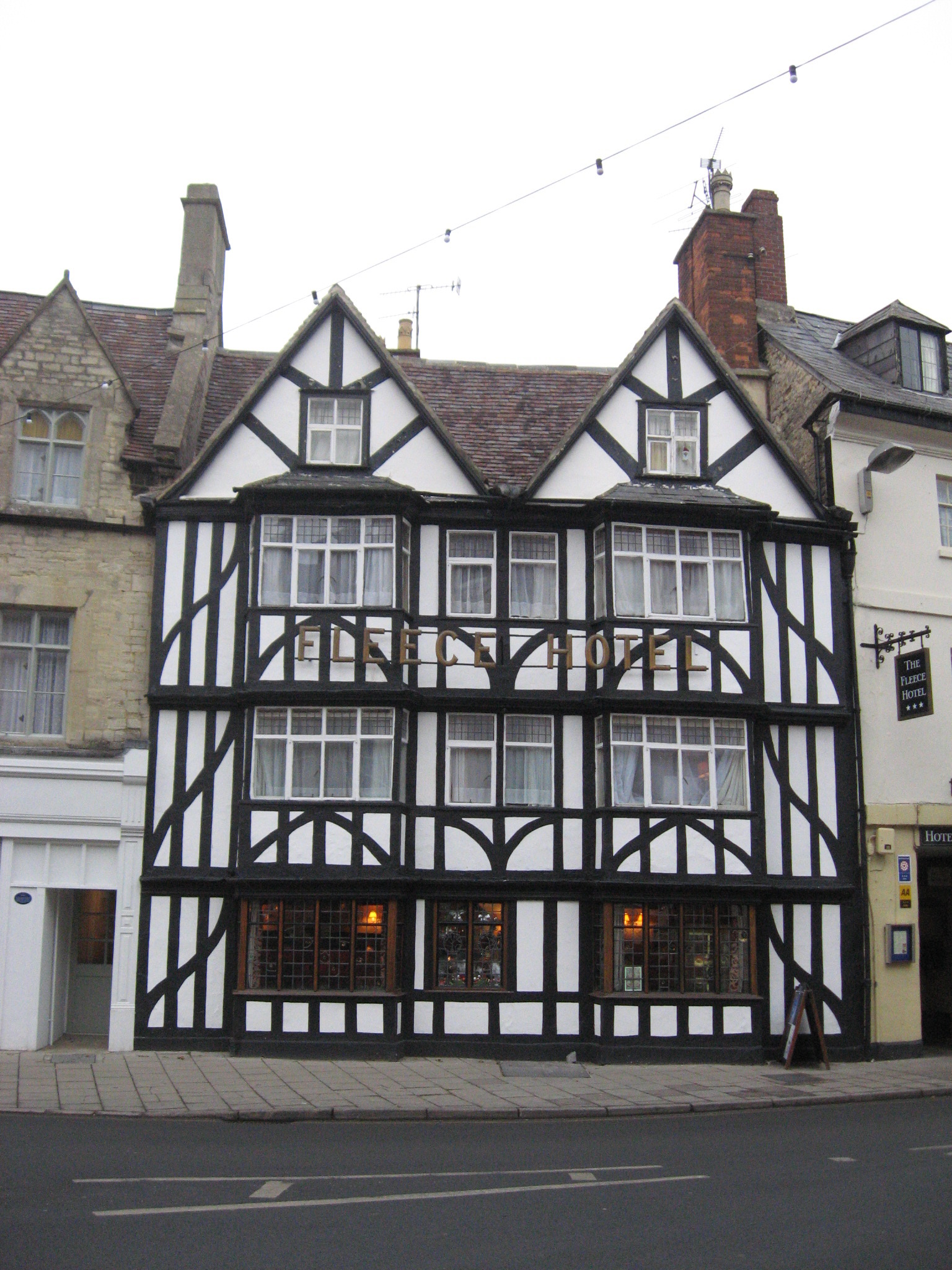
Готель Фліс
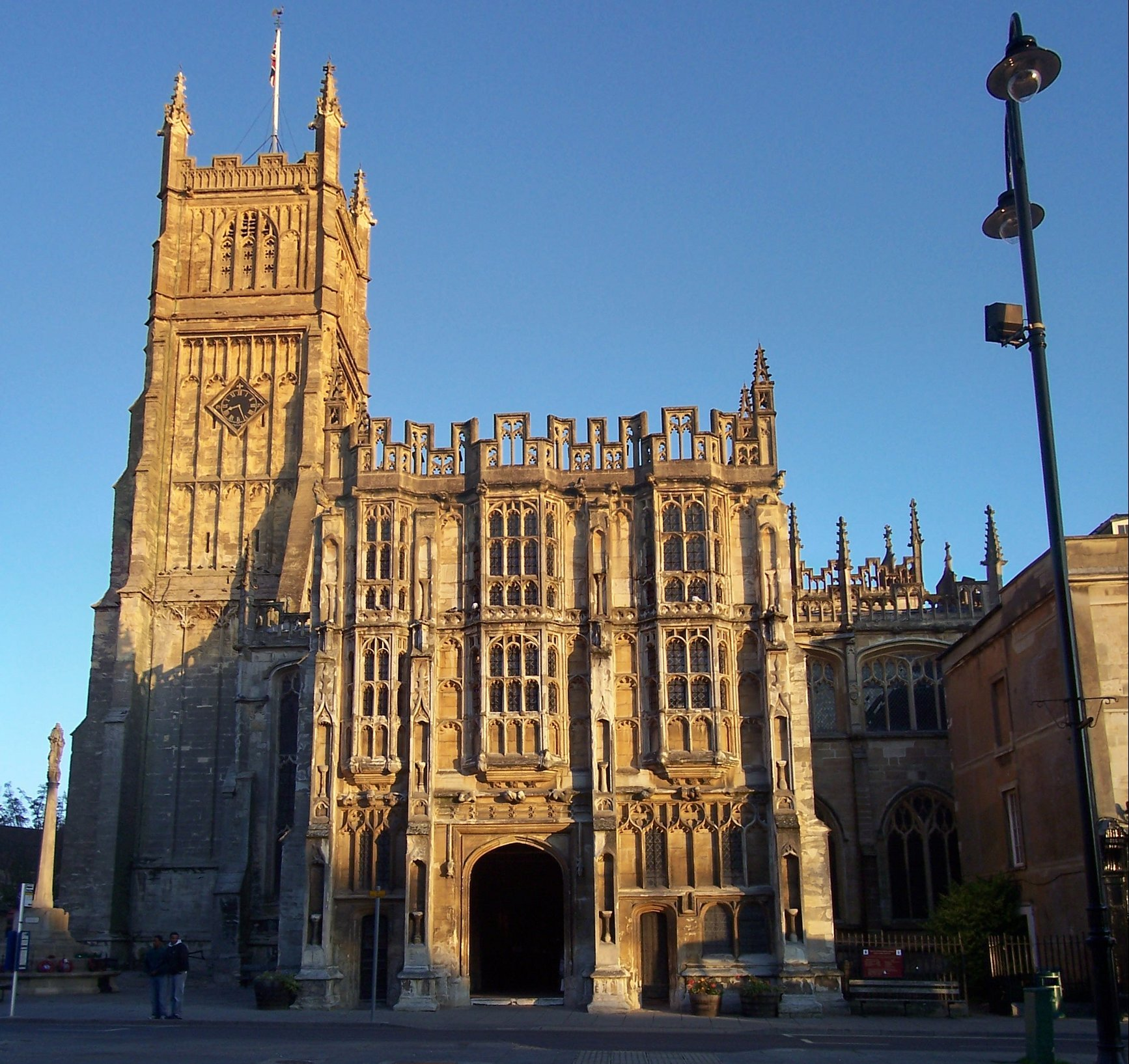
Англіканська парафіяльна церква святого Івана Хрестителя